# Heron Motor

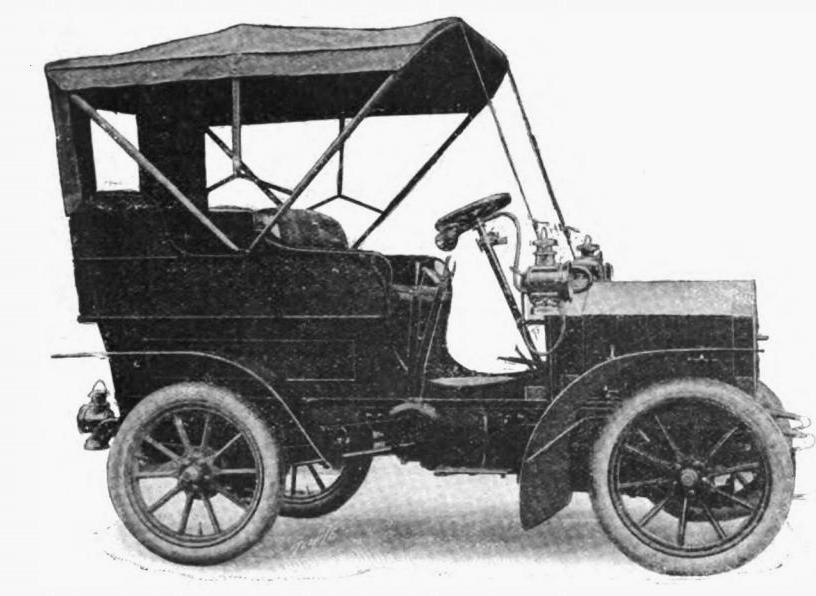
Heron 12 HP (1904)

Die Heron Motor Co. war ein britischer Automobilhersteller.

## Beschreibung
Das Unternehmen hatte seinen Sitz in Birmingham. Von 1904 bis 1905 entstanden dort Wagen in verschiedenen Größen.
Es gab insgesamt zehn verschiedene Modelle mit einem bis sechs Zylindern und Hubräumen von 0,8 bis 4,9 l. Die Marke aber existierte nur zwölf Monate.

## Modelle
Der 12 HP von 1904 hatte einen Zweizylindermotor von Aster mit Hochspannungszündung und mechanisch gesteuerten Einlassventilen. Zur Wasserkühlung gehörten eine reibungsgetriebene Radialpumpe und ein Wabenkühler. Die Kraft wurde mittels Kegelkupplung und Kardanwelle auf die Hinterachse übertragen. Das Getriebe verfügte über drei Vorwärtsgänge und einen Rückwärtsgang.
| Modell | Bauzeitraum | Zylinder | Hubraum  | Radstand |
| ------ | ----------- | -------- | -------- | -------- |
| 6 hp   | 1904        | 1        | 780 cm³  |          |
| 10 hp  | 1904        | 2 Reihe  | 1703 cm³ | 2286 mm  |
| 12 hp  | 1904        | 2 Reihe  | 1781 cm³ |          |
| 14 hp  | 1904        | 2 Reihe  | 1848 cm³ | 2438 mm  |
| 16 hp  | 1904        | 4 Reihe  | 2724 cm³ | 2591 mm  |
| 14 hp  | 1905        | 4 Reihe  | 2438 cm³ | 2438 mm  |
| 20 hp  | 1905        | 4 Reihe  | 3308 cm³ | 2896 mm  |
| 22 hp  | 1905        | 4 Reihe  | 3686 cm³ | 2896 mm  |
| 25 hp  | 1905        | 6 Reihe  | 2715 cm³ | 2972 mm  |
| 35 hp  | 1905        | 4 Reihe  | 4942 cm³ | 3200 mm  |